# Amos Goldberg
Pour les articles homonymes, voir Goldberg.
Amos Goldberg (en hébreu : עמוס גולדברג), né en 1966, est un historien israélien, professeur au Département d'histoire juive et du monde juif contemporain de l'université hébraïque de Jérusalem et membre du Van Leer Jerusalem Institute (en) ; il est membre du comité de rédaction de l'institut.

## Prises de position
Il s'oppose à la « définition opérationnelle de l’antisémitisme » de l'Alliance internationale pour la mémoire de l'Holocauste (International Holocaust Remembrance Alliance, IHRA), affirmant que « c'est devenu un outil pour faire taire toute critique de la politique israélienne, c'est devenu un outil pour faire taire la liberté d'expression ». En revanche, il soutient la Déclaration de Jérusalem sur l'antisémitisme (en). 

Goldberg a publié une analyse selon laquelle les actions d'Israël pendant la guerre à Gaza depuis 2023 sont constitutives d'un génocide,. En octobre 2024, il affirme explicitement que « ce qui se passe à Gaza est un génocide, car Gaza n’existe plus ». Il dénonce également la « rhétorique génocidaire » qui domine en Israël, dans les médias, l’opinion publique et la sphère politique. Avec son collègue Daniel Blatman, il affirme à nouveau fin janvier 2025 dans le quotidien israélien Haaretz qu'il s'agit d'un génocide même s'il diffère de la Shoah : 

« What is happening in Gaza is not the Holocaust. There is no Auschwitz and no Treblinka there. However, it is a crime from the same family – a crime of genocide. »

## Travaux
- (en) Amos Goldberg et Haim Hazan, Marking Evil: Holocaust Memory in the Global Age, Berghahn Books, 2015 (ISBN 978-1-78238-620-9)
- (en) Amos Goldberg, Trauma in First Person: Diary Writing During the Holocaust, Indiana University Press, 2017 (ISBN 978-0-253-03021-4)[7],[8],[9]
- (en) Bashir Bashir et Amos Goldberg, The Holocaust and the Nakba: A New Grammar of Trauma and History, Columbia University Press, 2018 (ISBN 978-0-231-54448-1, LCCN 2018018867)